# Regierung Lemass I
Die Regierung Lemass I war die 9. Regierung der Republik Irland, sie amtierte vom 23. Juni 1959 bis zum 11. Oktober 1961.
Der Taoiseach (Ministerpräsident) Éamon de Valera wurde am 17. Juni 1959 zum Präsidenten von Irland gewählt. Er trat daraufhin vom Amt des Taoiseach zurück. Am 23. Juni wurde der bisherige Tánaiste (stellvertretende Ministerpräsident) Seán Lemass mit 75 gegen 51 Stimmen vom Dáil Éireann (Unterhaus des irischen Parlaments) zum neuen Regierungschef gewählt. Die Mitglieder der Regierung wurden am Folgetag vom Präsidenten ernannt. Die Regierung bestand nur aus Mitgliedern der Fianna Fáil, die über 75 der 147 Parlamentssitze verfügte.

## Zusammensetzung
| Minister                                                                    | Minister           | Minister | Minister      | Minister | Minister         |
| Amt                                                                         | Name               | Partei   | Amtszeit      | Amtszeit | Amtszeit         |
| --------------------------------------------------------------------------- | ------------------ | -------- | ------------- | -------- | ---------------- |
| Taoiseach (Ministerpräsident)                                               | Seán Lemass        | FF       | 23. Juni 1959 | –        | 11. Oktober 1961 |
| Tánaiste (Vizeministerpräsident) sowie Minister für Gesundheit und Soziales | Seán MacEntee      | FF       | 24. Juni 1959 | –        | 11. Oktober 1961 |
| Finanzminister                                                              | James Ryan         | FF       | 24. Juni 1959 | –        | 11. Oktober 1961 |
| Außenminister                                                               | Frank Aiken        | FF       | 24. Juni 1959 | –        | 11. Oktober 1961 |
| Justizminister                                                              | Oscar Traynor      | FF       | 24. Juni 1959 | –        | 11. Oktober 1961 |
| Landwirtschaftsminister                                                     | Patrick Smith      | FF       | 24. Juni 1959 | –        | 11. Oktober 1961 |
| Landminister                                                                | Erskine Childers   | FF       | 24. Juni 1959 | –        | 23. Juli 1959    |
| Landminister                                                                | Michael Moran      | FF       | 23. Juli 1959 | –        | 11. Oktober 1961 |
| Minister für Handel und Industrie                                           | Jack Lynch         | FF       | 24. Juni 1959 | –        | 11. Oktober 1961 |
| Minister für die Gaeltacht                                                  | Michael Moran      | FF       | 24. Juni 1959 | –        | 23. Juli 1959    |
| Minister für die Gaeltacht                                                  | Gerald Bartley     | FF       | 23. Juli 1959 | –        | 11. Oktober 1961 |
| Minister für lokale Verwaltung                                              | Neil Blaney        | FF       | 24. Juni 1959 | –        | 11. Oktober 1961 |
| Verteidigungsminister                                                       | Kevin Boland       | FF       | 24. Juni 1959 | –        | 11. Oktober 1961 |
| Minister für Post und Telegraphie                                           | Michael Hilliard   | FF       | 24. Juni 1959 | –        | 11. Oktober 1961 |
| Bildungsminister                                                            | Patrick Hillery    | FF       | 24. Juni 1959 | –        | 11. Oktober 1961 |
| Minister für Verkehr und Energie                                            | Erskine Childers   | FF       | 27. Juli 1959 | –        | 11. Oktober 1961 |
|                                                                             |                    |          |               |          |                  |
| Staatssekretäre                                                             |                    |          |               |          |                  |
| Amt                                                                         | Name               | Partei   | Amtszeit      | Amtszeit | Amtszeit         |
| Parlamentarischer Sekretär beim Taoiseach und beim Verteidigungsminister    | Donnchadh Ó Briain | FF       | 24. Juni 1959 | –        | 11. Oktober 1961 |
| Parlamentarischer Sekretär beim Sozialminister                              | Michael Kennedy    | FF       | 24. Juni 1959 | –        | 11. Oktober 1961 |
| Parlamentarischer Sekretär beim Finanzminister                              | Gerald Bartley     | FF       | 24. Juni 1959 | –        | 23. Juli 1959    |
| Parlamentarischer Sekretär beim Finanzminister                              | Joseph Brennan     | FF       | 23. Juli 1959 | –        | 11. Oktober 1961 |
| Parlamentarischer Sekretär beim Justizminister                              | Charles Haughey    | FF       | 24. Juni 1959 | –        | 11. Oktober 1961 |

## Umbesetzungen
Am 23. Juli 1959 wechselte der parlamentarische Sekretär Gerald Bartley ins Ministerium für die Gaeltacht, sein Nachfolger wurde Joseph Brennan. Michael Moran, bisher Minister für die Gaeltacht, wurde Landminister, Landminister Erskine Childers übernahm am 27. Juli das neu gegründete Ministerium für Verkehr und Energie.